# Swewlad I
Swewlad I – legendarny władca Gotów i protoplasta dynastii południowosłowiańskiej. Miał trzech synów: Brusa, Totila i Ostroila, z których ten pierwszy, najstarszy, przejął władzę po śmierci ojca. Pozostali synowie, za radą Brusa, chcąc zdobyć sławę opuścili swą ziemię i podbili prowincję panońską, przejmując nad nią władzę.